# Kreislauftauchgerät

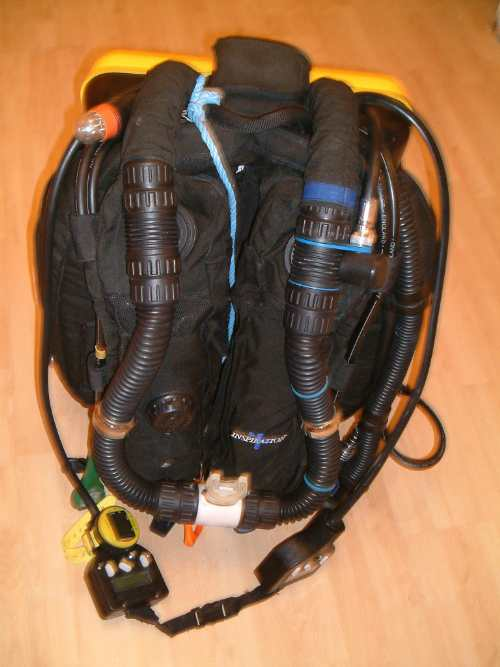
Rebreather

Der Begriff Kreislauftauchgerät, Kreislaufatemgerät oder englisch Rebreather bezeichnet Geräte, die für die Atmung beim Tauchen und als Atemschutzgeräte bei Feuerwehr, Katastrophenschutz, Militär usw. eingesetzt werden. Eine weitere Anwendung ist die Notfallmedizin: Durch die effiziente Nutzung des Atemgases ist es möglich, einen Verletzten mit einem vergleichsweise geringen Sauerstoffvorrat (z. B. 2-Liter-Gasflasche) weit über eine Stunde mit reinem Sauerstoff zu versorgen.

## Einordnung
Alle Kreislauftauchgeräte haben gemeinsam, dass die Ausatemluft in einem flexiblen Behälter (Gegenlunge) aufgefangen wird. Das Kohlendioxid wird chemisch in einem Atemkalkbehälter (Scrubber) gebunden, und der metabolisierte Sauerstoff ersetzt. Der große Vorteil von Kreislauftauchgeräten gegenüber den offenen Tauchsystemen ist die sehr viel effizientere  Ausnutzung des verwendeten Atemgases. Beim geschlossenen System muss im Idealfall nur der verbrauchte Sauerstoff sowie die Volumenänderung beim Auf- oder Abtauchen ausgeglichen werden, während bei den halbgeschlossenen zwar Gas ungenutzt in die Umgebung abgegeben wird, doch dies in bedeutend geringerem Maße als bei offenen Systemen geschieht. Prinzipiell kann mit Kreislauftauchgeräten mit den im technischen Tauchen üblichen Atemgasmischungen wie Trimix oder Heliox getaucht werden. Dies wird durch den geringen Verbrauch des teuren Verdünnungsgases Helium zunehmend attraktiver.
Weitere inhärente Vorteile von Kreislauftauchgeräten sind auch in folgenden Umständen zu finden:
warme Atemluft (reduziert die Auskühlung des Körpers);
feuchte Atemluft (reduziert die Wahrscheinlichkeit von Unfällen durch Dehydratation/Austrocknung, kein trockener Mund);
einfache Beatmung ohne hohe Atemleistung (Hinauszögern der Ermüdung des Tauchers);
Geräuscharmut.
Ein inhärenter Nachteil von Kreislauftauchgeräten ist der Umstand – im Vergleich zum Tauchen mit offenen Systemen –, dass eine Tarierhilfe über das Ein- und Ausatmen nicht mehr gegeben ist. Das Tarieren insbesondere bei geringer Tauchtiefe erfordert Feingefühl und Übung.
Bei den Arbeitsweisen unterscheidet man:

### Geschlossene Kreislauftauchgeräte, Sauerstoffkreislaufgeräte
(englisch closed circuit rebreather – CCR)
Geschlossener Kreislauf bedeutet, dass der im Körper verbrauchte Sauerstoff vollständig mit Sauerstoff aus einer Druckgas-Sauerstoffflasche ersetzt wird. Der Taucher atmet daher das mitgeführte Atemgas in Pendelatmung mit angehängtem Kohlendioxid-Filter. Verwendung dieser Geräte findet vorwiegend im militärischen Bereich (Minentaucher, Kampfschwimmer) statt. Das ausgeatmete Kohlendioxid wird durch das reaktive Natriumhydroxid in Form von Natriumhydrogencarbonat als Feststoff gebunden. In diesem Zusammenhang wird das Natriumhydroxid auch als Atemkalk bezeichnet und befindet sich in der Atemkalkpatrone, in die kein Wasser eindringen darf. In Verbindung mit Wasser bildet Natriumhydroxid die stark alkalisch reagierende Natronlauge, welche schwere Verätzungen verursachen kann. Aufgrund der heutigen Konstruktion von Kalkbehältern und Ausatemlungen ist jedoch ein kleines Toleranzvolumen an Wassereintritt (z. B. durch Kondensation) gestattet. Bei manchen Geräten kann bis 1 Liter Wasser eintreten, ohne dass der Kalkbehälter dabei unter Wasser gesetzt wird. Prinzipiell werden somit keinerlei Luftblasen vom Taucher ins Wasser abgegeben, und das Volumen im Gaskreislauf (Lunge des Tauchers und Atembeutel als Gegenlunge) bleibt konstant. In der Praxis entstehen spätestens beim Tarieren, beim Auf- bzw. Abtauchen Volumenänderungen, die einen zusätzlichen Gasbedarf bzw. einen Gasverlust durch ein Überdruckventil bzw. durch Abatmen über die Maske benötigen.
In der Praxis werden geschlossene Kreislauftauchgeräte mit zumindest zwei Flaschen, einer Pressluft- oder Mischgasflasche und einer Sauerstoffflasche, betrieben. Die Flaschen haben zumeist 2 oder 3 Liter Inhalt und können bis 200 oder 300 bar gefüllt werden.
Beim Atmen von reinem Sauerstoff, also sehr hohem Partialdruck von 1 bar bei Normaldruck, ist die Tauchtiefe auf etwa 6 m begrenzt (entsprechend 1,6 bar Partialdruck Sauerstoff), da sonst eine Sauerstoffvergiftung auftreten kann. Mit Luft/Sauerstoffgemischen können Tiefen bis 40/50 m erreicht werden. Mit Mischgasen sind entsprechend größere Tiefen möglich.

### Halbgeschlossene Kreislauftauchgeräte
(englisch semiclosed rebreather – SCR)
„Halb geschlossen“ bedeutet, dass im Kreislauftauchgerät der verbrauchte Sauerstoff unter Zuhilfenahme einer (Misch)gasquelle ersetzt wird. Durch das stetige bzw. verbrauchsabhängige Hinzufügen von Atemgas in den Kreislauf besteht die Notwendigkeit, überschüssiges Atemgas durch ein geeignetes Ventil oder durch Ausatmen über die Maske ins Wasser abzugeben.

### Passiv halbgeschlossene Kreislauftauchgeräte
(englisch passive semiclosed rebreather – pSCR)
„Passiv halb geschlossen“ bedeutet, dass im Kreislauftauchgerät der verbrauchte Sauerstoff unter Zuhilfenahme einer (Misch)gasquelle ersetzt wird. Dabei wird bei jedem Atemzug ein konstanter Anteil (meist 1:10, also ein Zehntel) des Kreislaufvolumens aus dem Gerät entnommen und nach außen abgegeben. Das verminderte Volumen wird dann wieder automatisch (über Ventile) mit Mischgas aufgefüllt. Somit stellt sich innerhalb kurzer Zeit ein konstantes Atemgas ein. Diese Form der Kreislauftauchgeräte hat Einzug im technischen Höhlentauchen gefunden und wird weltweit von Höhlentauchern für tiefe und lange, meist mehrere Stunden andauernde, Höhlenforschung genutzt (siehe European Karst Plain Project und Woodville Karst Plain Project).

### Dosierung

#### Manuelle Dosierung
Urform der Kreislaufgeräte: Verbrauchtes Atemgas wird durch manuelle Regelung mit einem Gasventil ersetzt. Praktikabel nur bei Sauerstoffkreislaufgeräten.

#### Passiv
Laufender Zusatz eines sauerstoffhaltigen Atemgasgemisches zum Atemkreislauf mit dem Ziel, das Gasgemisch trotz Verbrauchens atembar zu halten. Oft mit Tiefenregelung (Tiefenkompensation) eingesetzt.

#### Tiefenkompensation
Darunter versteht man eine zusätzlich bei konstantem Gaszusatz oder seltener bei der Volumensteuerung eingebrachte (mechanische) Steuerung, die den Gasverbrauch in größerer Tiefe bzw. ein gewünschtes, unterschiedliches Gemisch berücksichtigt und über eine automatische Tiefensteuerung oder manuelle Umschaltung geregelt wird.
Auch ein Wechsel des Gasgemisches sowie des Scrubbers bzw. des Kreislaufes selbst ist bei manchen Geräten als Teil der Tiefenschaltung vorgesehen.

#### Mechanisch/aktiv (volumengesteuert)
Eine weitere frühe Form war das volumengesteuerte Sauerstoff-Kreislaufgerät. Verringert sich das Gasvolumen in der Gegenlunge (durch Verbrauch oder Druckerhöhung), wird bei der Volumensteuerung ein Ventil betätigt und Sauerstoff bzw. Atemgas eingeleitet. Die Steuerung bedingte eine oft aufwändige Mechanik und war etwa bei Feuerwehr- oder Bergbaugeräten üblich, beim Tauchen aber eher nicht.

#### Elektronische Regelung
Der Sauerstoffgehalt (Partialdruck) des Atemgases wird mit Sensoren überwacht. Über ein oder mehrere elektronisch gesteuerte(s) Magnetventil(e) wird Sauerstoff, Inertgas oder Gemisch eingeleitet, so dass der vorher eingestellte Partialdruck des Sauerstoffs konstant gehalten wird. Somit ändert sich der prozentuale Sauerstoffanteil des Atemgases in Abhängigkeit von der aktuellen Tauchtiefe.
Historisch sind die Todesfälle mit dem ersten Typgerät dieser Art, der amerikanischen ElectroLung, zu nennen. Ursache war allerdings fehlender bzw. verbrauchter Atemkalk. Mit ausreichender Schulung und Wartung können auch diese technisch aufwändigen Geräte mittlerweile als weitgehend ausgereift bezeichnet werden.

#### Manuell taucherkontrolliert
Eine weitere bei geschlossenen Kreislauftauchgeräten verbreitete Methode der Sauerstoff-Anreicherung folgt dem KISS-Prinzip (Keep it simple and stupid). Die ersten Geräte wurden von Gordon Smith entwickelt und gebaut, der nach diesem allgemeinen Entwicklungsprinzip auch seine Firma und die Geräte benannte.
Bei KISS-Geräten wird meist über eine Düse reiner Sauerstoff in „metabolischer“ Rate (0,8 Liter/min) konstant dem Kreislaufsystem zugeführt. Bei erhöhtem Bedarf, etwa bei Anstrengung, kann vom Taucher manuell (per Hand) weiterer Sauerstoff zugegeben werden. Die Sauerstoffkonzentration wird über Sauerstoffsensoren ermittelt und dem Taucher angezeigt.

#### Chemisch
Der Scrubber enthält einen Stoff, der bei der Bindung von Kohlendioxid im gleichen Maße Sauerstoff freisetzt. Da diese chemischen Reaktionen von der Betriebstemperatur abhängig sind und deshalb eine ausreichende Sauerstoffversorgung nicht garantiert ist, haben sich diese prinzipiell möglichen Geräte nicht durchgesetzt.

#### Kryogen
Durch Abkühlung und Gasverflüssigung werden CO2-Bestandteile der Atemluft abgeschieden und (flüssig) ausgelagert. Sauerstoff wird aus einer Flüssigsauerstoffquelle zugesetzt. Die Funktion selbst wurde mit einem Testgerät nachgewiesen, erwies sich allerdings als verbrauchs- und temperaturabhängig. Es erfolgte bisher kein praktischer Einsatz.

### Atemgase und Kreislauftauchgeräte
Kreislauftauchgeräte mit elektronisch geregelter Sauerstoffdosierung oder manuell taucherkontrollierte Geräte besitzen gegenüber allen anderen Tauchgeräten die einzigartige Möglichkeit, die Zusammensetzung des Atemgases während des Tauchganges auf die Erfordernisse der jeweiligen Tiefe kontinuierlich anzupassen. Bei diesen Geräten wird kontinuierlich der Sauerstoffpartialdruck des Gasgemisches mittels redundanter Sensoren gemessen und durch Zugabe von reinem Sauerstoff bei einem einstellbaren Wert konstant gehalten – die prozentuale Zusammensetzung des Atemgases ändert sich dabei ständig. (Die Alternative zu einem Kreislauftauchgerät ist hier das Mitführen unterschiedlicher Gasgemische mit jeweils komplettem Atemregler, aus denen dann je nach Phase des Tauchgangs geatmet wird.)
Beispiel: Der Partialdruck für Sauerstoff wird auf 1 bar eingestellt. Das Verdünnungsgas ist normale Pressluft.
- In 20 m Tiefe benötigt der Taucher Atemgas mit dem Umgebungsdruck von 3 bar. Das entspricht einer Zusammensetzung von ca. 33 % Sauerstoff und 67 % Stickstoff (Nitrox).
- In 40 m Tiefe atmet der Taucher bei 5 bar Umgebungsdruck. Das entspricht bei einem Sauerstoffpartialdruck von 1 einer Zusammensetzung von ca. 20 % Sauerstoff und 80 % Stickstoff und somit nahezu dem Mischungsverhältnis normaler Pressluft (21 % Sauerstoff und 78 % Stickstoff plus geringe Anteile anderer Gase).

Diese Art der Regelung erlaubt daher ein Tauchen mit allen Vorteilen von Nitrox, wobei die Gefahr der Sauerstoffvergiftung durch zu tiefes Tauchen mit einem nicht variablen, vorgefüllten höheren Sauerstoffsättigungsgrad praktisch ausgeschlossen wird. Ein festes Nitrox-Gemisch von 40 % Sauerstoff bedeutet eine Beschränkung auf eine max. Tiefe von 25 m. Ein elektronisch gesteuertes Kreislaufgerät mit dieser Anpassung ermöglicht ein freies Tauchen mit jeweils optimal hohem Sauerstoffanteil, ohne dadurch eine feste Grenze in Kauf nehmen zu müssen.
Die Verwendung eines Tauchcomputers, der die Einstellung eines fixen PO2 (Sauerstoffpartialdruckes) gewährleistet, kann die Entstehung eines Tiefenrausches de facto ausschließen, wobei alle Vorteile des geschlossenen Kreislauftauchgerätes voll erhalten bleiben. Dies gilt insbesondere im Hinblick auf Gasgemische, insbesondere bei Trimix, deren genaue Mischung bei Tieftauchgängen tiefenabhängig bestimmt werden muss.
Die mit der Tiefe wechselnde Zusammensetzung des Atemgemisches hat beträchtliche positive Auswirkungen auf die Dekompression und die einzuhaltenden Dekompressionszeiten. Durch die höheren Sauerstoffanteile in geringen Tiefen und dadurch erheblich geringere Stickstoffanteile in der Atemluft bekommt man einen gewissen Sicherheitsgewinn in Bezug auf die Dekompressionsverpflichtungen, wenn man mit einem konventionellen Tauchcomputer taucht, der die Stickstoff-Aufsättigung durch Luft annimmt. Möchte man diesen Sicherheitsgewinn gegen eine Verlängerung der Nullzeit oder eine Verkürzung der Dekompressionsstopps eintauschen, kann man auch einen speziell für das Rebreathertauchen konzipierten Tauchcomputer verwenden (mit oder ohne Verbindung zu den aktuellen Sauerstoffwerten des Kreislauftauchgerätes). Es sei darauf verwiesen, dass die Berechnungen aller Dekompressionscomputer nur auf allgemeinen Modellen beruhen können. Die persönlichen Verhältnisse können davon abweichen. Eine Unfallgefahr ist daher immer gegeben.
Kreislauftauchgeräte erfordern eine fundierte Ausbildung am jeweiligen Gerät und laufende Übung. Sie gestatten sehr tiefe (bis 200 m und tiefer) und/oder sehr lange Tauchgänge (bis weit über 3 Stunden). Bei Wartungsmängeln oder Fehlbedienung führen sie möglicherweise zum Geräteausfall. Bei nicht oder nicht ausreichendem Mitführen und Gebrauch von Notfallflaschen aufgrund der vorhandenen Gasdrücke im Körper, insbesondere bei Tauchgängen mit hoher Gassättigung, kann es daher zu mit an Sicherheit grenzender Wahrscheinlichkeit tödlichen Unfällen kommen.

### Beschreibung der CO2-Absorption im Atemkalk
Die Bindung des CO2 im Atemkalk wird in drei Phasen durchgeführt. In der ersten Phase wird das CO2 durch Wasser H2O zu Kohlensäure H2CO3 gebunden. Daher ist
es sehr wichtig, dass der Atemkalk eine gewisse Feuchtigkeit hat. (Grundfeuchtigkeit und Atemluft)
{\displaystyle {\ce {CO2 + H2O -> H2CO3}}}
Die Kohlensäure reagiert nun mit einem Bestandteil im Atemkalk (Ätznatron, NaOH, Natriumhydroxid) zu Natriumcarbonat (Na2CO3) und Wasser:
{\displaystyle {\ce {H2CO3 + 2 NaOH -> Na2CO3 + 2 H2O}}}
Das Natriumcarbonat reagiert nun mit Calciumhydroxid (Ca(OH)2) zu (kohlensaurem) Kalk (Calciumcarbonat, CaCO3) und Natriumhydroxid (welches in die Reaktion weiter oben wieder eingeht):
{\displaystyle {\ce {Na2CO3 + Ca(OH)2 -> CaCO3 + 2 NaOH}}}
Die Reaktionsstoffe Wasser und Natriumhydroxid werden während des Prozesses
wieder erneuert, lediglich das Calciumhydroxid wird verbraucht und zu chemisch
inaktivem Kalk umgewandelt.
Durchschnittlicher Atemkalk besteht aus: 5 % Natriumhydroxid (NaOH), 1 % Kaliumhydroxid (KOH), 0,2 % Siliciumdioxid (SiO2 in Form von Kieselgur), 14–19 % Wasser und ca. 75 % Calciumhydroxid (Ca(OH)2).
Ein Mol Calciumhydroxid (74,10 g) kann ein Mol CO2 (44,01 g) binden. Theoretisch können 100 g Calciumhydroxid (Ca(OH)2) ca. 30 Normliter CO2 binden. Damit ergibt sich für 1 kg Atemkalk mit einem Calciumhydroxidanteil von 75 % bei 20 °C eine theoretische CO2-Bindungsfähigkeit von 225 Normlitern CO2. Die Hersteller geben für 1 kg Atemkalk eine Bindungsfähigkeit von 120 Normlitern an.
Die Wirksamkeit lässt allerdings mit der Temperatur des Atemkalks nach: 100 % bei 21 °C, 80 % bei 15,5 °C, 65 % bei 10 °C und < 50 % bei 1,5 °C.

## Geschichte

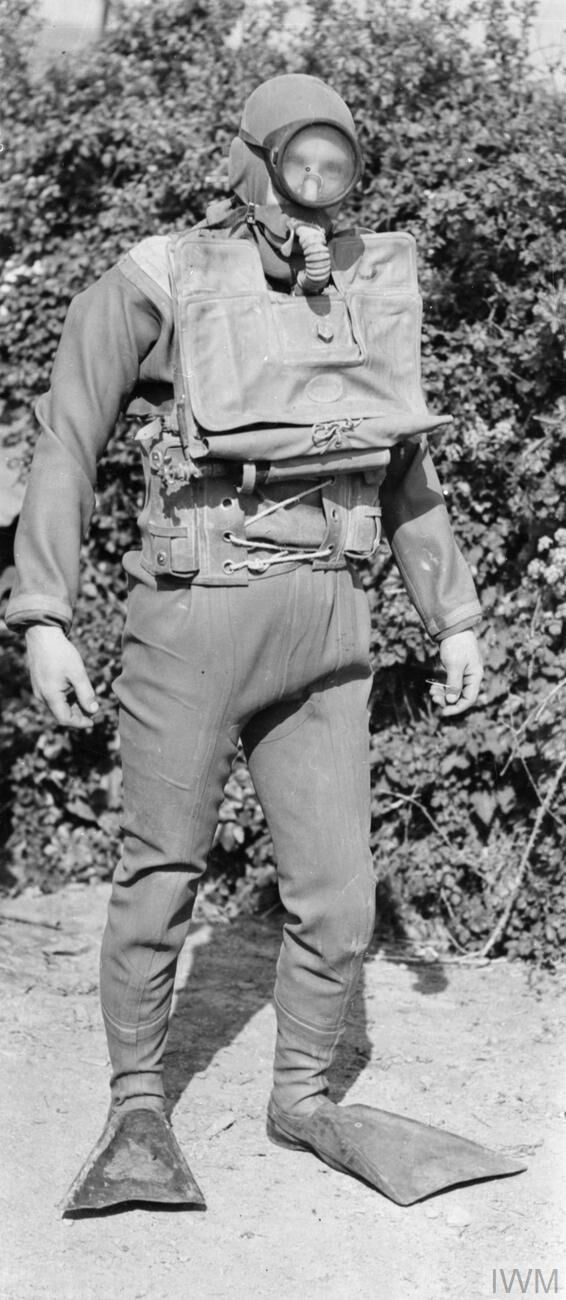
Britischer Marine-Froschmann mit Kreislaufgerät, 1945

Im 16. Jahrhundert wurden in England und Frankreich die ersten Helmtauchanzüge in Tiefen von bis zu 20 Meter eingesetzt. Als Atemgas wurde per Handpumpe von der Oberfläche Luft zugeführt. Bald wurden die Helme aus Metall gefertigt sowie größere Tiefen aufgesucht. Diese Helmtauchgeräte waren bereits eine Art Kreislauftauchgeräte, wenngleich ihre Atemgasversorgung rein oberflächengestützt war und CO2 noch nicht chemisch gebunden, sondern ausschließlich ausgespült wurde.
Giovanni Borelli wollte 1680 ein geschlossenes Atemgerät bauen. Nach seiner Idee sollte die Atemluft durch ein seewassergekühltes Rohr zirkulieren. Er erhoffte sich, dass alle Verunreinigungen an der Innenwandung des Rohres kondensieren und abgetrennt werden können, aber so einfach kann dies nicht funktionieren.

Ersetzt man jedoch das Seewasser durch unter (konstantem absoluten) Druck stehenden, flüssigen Stickstoff und hat in diesem einen Tank mit flüssigem Sauerstoff, dessen Gasphase in Verbindung mit dem Atemkreislauf steht, so hat man einen kryogenen Rebreather, der tatsächlich funktioniert. Das CO2 wird dabei an der Wand des Stickstofftanks, der auch die Temperatur des Sauerstofftanks konstant hält, ausgefroren, der Sauerstoff-Partialdruck wird durch die Gasphase über dem flüssigen Sauerstoff konstant gehalten. Der konstante Stickstoffdruck über dem flüssigen Stickstoff bedeutet eine konstante Siedetemperatur, somit wird auch die Temperatur im Sauerstofftank und damit der Sauerstoffpartialdruck konstant gehalten.
Stephen Hales setzte 1726 den ersten CO2-Absorber ein: ein mit Weinstein und Seewasser getränktes Handtuch im Inneren eines Helmes für Grubenrettungsgeräte.
1774 schlug J. F. Zöllner vor, reinen Sauerstoff zum Tauchen zu verwenden.
Der schwedische Chemiker Carl Wilhelm Scheele entdeckte 1777, dass Bienen in einem geschlossenen Behälter am Leben blieben, wenn man eine Schüssel mit Kalkwasser hineinstellte, die das CO2 ausfilterte.
1825 hatte William H. James den Einfall, einen Druckbehälter in der Form eines Gürtels am Bauch des Tauchers anzubringen und ihn daraus autonom (ohne Verbindung zur Oberfläche) atmen zu lassen. Er hatte aber keine Idee, wie er den Fülldruck auf Umgebungsdruck hätte reduzieren können.
Regnault und Reiset machten 1847 die Entdeckung, dass Hunde in einer versiegelten Kammer am Leben bleiben, wenn Sauerstoff hinzugefügt und CO2 entfernt wird.
Im Jahr 1876 begann die eigentliche Geschichte der Kreislaufgeräte. Zwar kann man alle bisherigen Geräte als Rebreather bezeichnen (in diesem Fall Pendelatmer), allerdings wurde bei keinem dieser Geräte das Atemgas durch einen Kreislauf geatmet.
Henry Fleuss, ein deutscher Offizier der englischen Handelsmarine, begann mit der Entwicklung eines Sauerstoff-Kreislauftauchgerätes. Er verwendete kein Mundstück im heutigen Sinne, sondern eine Gummimaske. Der Sauerstofftank bestand aus Kupfer. Als Scrubber verwendete er ein mit einer Ätzkalk-Lösung getränktes Seilknäuel. 1879 testete er sein neues Gerät eine Stunde in einem Wassertank, später tauchte er damit in einer Bucht bis zu 5,5 Meter tief. Henry Fleuss wurde so zum ersten „Scuba-Diver“. Sein Gerät kam 1880 beim Bau des Severn-Eisenbahntunnels zum Einsatz und wurde später mehrfach eingesetzt, um Minenarbeiter aus überfluteten Tunneln zu retten. Die Weiterentwicklung führte zu einem Gerät, welches 1905 als Rettungsgerät zum Verlassen von Unterseebooten eingesetzt wurde.
Achilles de Khotinsky und Simon Lake ließen sich 1881 die Verwendung von Bariumhydroxid als Scrubber für Rebreather patentieren.
Siebe Gorman ließ sich 1904 Oxylite patentieren. Dabei handelt es sich um eine Mischung aus KO2 und Na2O2, die Sauerstoff abgibt, wenn sie mit Wasser oder CO2 reagiert.
Das Drägerwerk stellte 1907 seinen ersten U-Boot-Tauchretter her. Die Firma Dräger entwickelte sich seit ihrer Gründung 1889 bis heute zu einem der marktführenden Kreislauftauchgeräte-Hersteller.
1911 machte Dräger erste Versuche mit einem Kreislauf-Helmtauchgerät.
Bernhard und Heinrich Dräger stellten 1912 den frei tragbaren, schlauchlosen Dräger-Tauchapparat vor. Auf den ersten Blick war es kaum von den üblichen Helmtauchgeräten zu unterscheiden, allerdings fehlte der Luftschlauch. Auch das Rückengewicht fehlte, an dessen Stelle waren zwei Sauerstoffflaschen und der Absorber angebracht.
1913 machte Dräger Tieftauchversuche mit Kreislauf-Tauchgeräten. Am 17. Juli 1913 führt ein 40-minütiger Tauchgang im Tauchturm erfolgreich auf 9 bar (80 Meter).
1914 konstruierte Dräger ein selbstmischendes (Sauerstoff-Luft-)Kreislauftauchgerät für Tauchtiefen bis 40 Meter.
Jacques-Yves Cousteau war einer der ersten, die Sauerstoff-Kreislaufgeräte zum Tauchen einsetzen wollten. Nach zwei Tauchgängen 1938, die beide mit einer Sauerstoffvergiftung endeten, verlor er das Interesse an diesen Tauchgeräten.
Christian Lambertsen erfand 1939 die Lambertsen Amphibious Respiratory Unit (LARU).
Hans Hass entwickelte 1942 mit dem Oberingenieur Hermann Stelzner bei Dräger aus der Gegenlunge das Schwimmtauchgerät. Siebe-Gorman stellte das Salvus ANS-Sauerstoffkreislaufgerät vor, dessen Atemsack auf dem Rücken in Form eines Rucksacks getragen wurde.
Das bekannte IDA-71 erschien 1957: ein teils chemisch dosierendes, umschaltendes Mischgas-Kreislauftauchgerät (CCCR) aus der Sowjetunion.
Das Trimix-Kreislaufgerät IDA-59M wurde 1959 als U-Boot-Retter für Tiefen bis 300 Meter entwickelt.
1968 erschien das erste elektronisch gesteuerte Kreislaufgerät mit automatischer Atemgasmischung. Die ElectroLung wurde im folgenden Conself-Projekt eingesetzt. Einige Todesfälle durch verbrauchten Atemkalk überschatteten die Entwicklung.
1984 stellte Dräger das Tieftauchsystem CCBS für Tauchtiefen bis 600 Meter vor.
Die britische Firma Ambient Pressure Diving brachte 1998 den Inspiration (vormals Buddy Inspiration Rebreather) auf den Markt, einen der derzeit meistgenutzten Rebreather.